# Supercoppa italiana 1999 (pallacanestro maschile)
La Supercoppa italiana 1999 fu la 5ª supercoppa italiana di pallacanestro maschile.
Fu vinta da Pall. Varese contro Virtus Bologna.
Il trofeo è stato assegnato in una gara unica, disputata al PalaIgnis di Varese il 4 settembre 1999. Le squadre finaliste sono state quella dei campioni d'Italia in carica della Pallacanestro Varese, e della Virtus Bologna detentrice della Coppa Italia.
Per la prima volta nella propria storia Varese si aggiudica il trofeo, con il risultato finale di 68-61. Il titolo di MVP dell'incontro è stato assegnato ad Andrea Meneghin.

## Tabellino
| Arbitri: | Cicoria (Milano) Colucci |

|            |            |                  |
| Allen 14   | Punti      | 21 Štombergas    |
| Pozzecco 7 | Assist     | 2 Bonora, Gorenc |
| Santiago 8 | Rimbalzi   | 12 M. Andersen   |
| Galli      | Allenatori | Messina          |